# Omocrates namaquensis
Omocrates namaquensis är en skalbaggsart som beskrevs av Schein 1958. Omocrates namaquensis ingår i släktet Omocrates och familjen Melolonthidae. Inga underarter finns listade i Catalogue of Life.